# Carlos Mesa
Carlos Mesa Gisbert, né le 12 août 1953 à La Paz, est un homme d'État bolivien, président de la République du 17 octobre 2003 au 9 juin 2005.
Historien, journaliste et écrivain, il est aussi l’auteur de nombreux ouvrages sur l’histoire de son pays. Il a été également journaliste à la télévision avant de devenir le vice-président de Gonzalo Sánchez de Lozada. À la suite de la démission de ce dernier lors de la guerre du gaz, il devient à son tour président de la République, sur fond de grave crise sociale.
Candidat aux présidentielles de 2019 et 2020, il arrive deuxième des scrutins remportés par Evo Morales puis son dauphin Luis Arce.

## Carrière professionnelle
Fils de deux intellectuels renommés, José Mesa et Teresa Gisbert, Carlos Mesa est né à La Paz le 12 août 1953. C’est au collège San Calixto (en) de Següencoma, à La Paz, qu’il obtint le « bachelor ». En 1971, il entreprend des études supérieures de sciences politiques à l’université complutense de Madrid (Espagne), et c’est en littérature qu’il est licencié à l’université Mayor de San Andrés.
Courant 1976, il fonde la Cinemateca Boliviana (es), qu’il dirige jusqu’en 1985.
Carlos Mesa travaille pour une chaîne de radio, pour la presse et la télévision. Il réalise de nombreux documentaires à caractère historique et, en qualités de cinéphile, exerce en tant que producteur cinématographique. De 1982 à 1983, l’ex-président bolivien est sous-directeur du journal Ultima Hora (« la dernière heure »). Puis, de 1986 à 1987, il dirige le canal télévisuel América Television avant de prendre la direction, de 1988 à 1990, du canal « Telesistema Boliviano » de La Paz. En 1990, il crée l’entreprise journalistique Periodistas Associados de Television – (PAT). Puis, de 1983 à 2002, il préside le programme d’entrevues télévisuelle De cerca.
En tant qu’historien, il satisfait à son expertise en publiant, conjointement à ses parents, divers ouvrages à caractère historique, dont Historia de Bolivia.
Membre de la Société bolivienne d’histoire, en 1994, il remporte le prix international de journalisme Roi d’Espagne aux côtés de Mario Espinoza ; et en 2000, il gagne le prix de journalisme de la Fondation « Manuel Vicente Ballivian ».

## Parcours politique
Il devient président de la République en octobre 2003, à la suite de la démission de Gonzalo Sánchez de Lozada, dont il était le vice-président, en raison de la « guerre du gaz » (80 morts et 500 blessés dans la répression de manifestations contre les hausses de prix ayant suivi les privatisations).
En juillet 2004, sous la pression du Mouvement vers le socialisme (MAS) du syndicaliste paysan Evo Morales, il organise un « référendum du gaz » au cours duquel la population se prononce en majorité pour une nationalisation des hydrocarbures. Devant l'opposition du Fonds monétaire international (FMI), de la Banque mondiale et des multinationales, il déclare que cette loi est « impossible » à mettre en œuvre.
Des câbles diplomatiques divulgués par WikiLeaks font état de contacts réguliers entre Carlos Mesa et l'ambassade américaine en Bolivie durant la période précédant les élections générales de 2009. D'après l’ambassadeur, il chercherait à renforcer ses liens avec l'administration Obama : « Mesa pense que la dégradation de l’économie et l’incapacité d’Evo à améliorer la vie des Boliviens vont l’affaiblir. […] Il nous dit que son parti ressemblerait idéologiquement à un parti social-démocrate et qu’il espérait renforcer ses liens avec le Parti démocrate. » Il a également précisé n'avoir « rien contre le Parti républicain ».

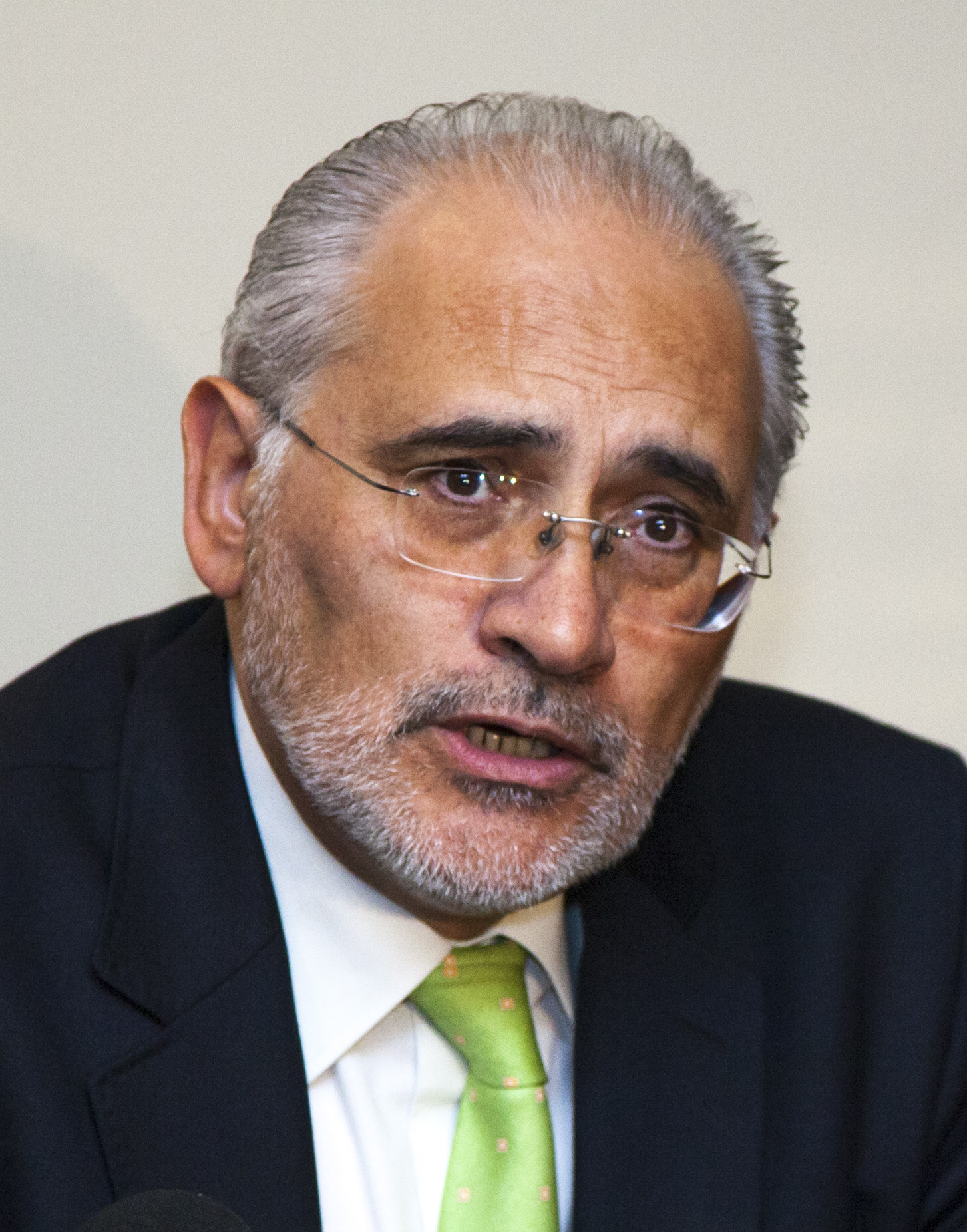
Carlos Mesa en 2014.

En 2014, il est nommé par Evo Morales porte-parole officiel de la Bolivie concernant sa plainte devant la Cour internationale de justice à La Haye pour réclamer au Chili un accès à la mer.
Il est candidat à l'élection présidentielle de 2019 après avoir intégré le Front révolutionnaire de gauche et fondé la Communauté civique, une coalition politique centriste. Pendant la campagne, il exprime son souhait d'un rapprochement avec les États-Unis et le Brésil de Jair Bolsonaro.
Après l'annulation du scrutin et la démission d'Evo Morales le 10 novembre 2019, il souhaite la convocation d'un scrutin présidentiel sans passer par décret présidentiel, ni par le Tribunal suprême électoral. Après plusieurs reports, dus notamment à la pandémie de Covid-19, le scrutin est fixé au 18 octobre 2020. Mesa arrive à nouveau en deuxième position du premier tour de l'élection (28%), qui est remportée par le candidat soutenu par Evo Morales, l'ancien ministre Luis Arce (55%).